# Жолдыбай (Акмолинская область)
Жолдыбай (каз. Жолдыбай) — село в Зерендинском районе Акмолинской области Казахстана. Входит в состав Симферопольского сельского округа. Код КАТО — 115657300.

## География
Село расположено на северо-западе района, в 56 км на северо-запад от центра района села Зеренда, в 14 км на северо-запад от центра сельского округа села Симферопольское.
Восточнее села расположено одноименное озеро.

### Улицы[2]
- ул. Ак кайын,
- ул. Байтерек,
- ул. Болашак,
- ул. Мектеп,
- ул. Орталык.

### Ближайшие населённые пункты
- село Булак в 8 км на юго-востоке,
- село Карагай в 8 км на юге,
- село Жылымды в 11 км на юго-западе,
- село Биктесин в 12 км на северо-востоке.

## Население
В 1989 году население села составляло 346 человек (из них казахов 100%).
В 1999 году население села составляло 342 человека (169 мужчин и 173 женщины). По данным переписи 2009 года, в селе проживало 269 человек (139 мужчин и 130 женщин).
| Численность населения | Численность населения | Численность населения |
| 1989                  | 1999                  | 2009                  |
| --------------------- | --------------------- | --------------------- |
| 346                   | ↘342                  | ↘269                  |